# Smut

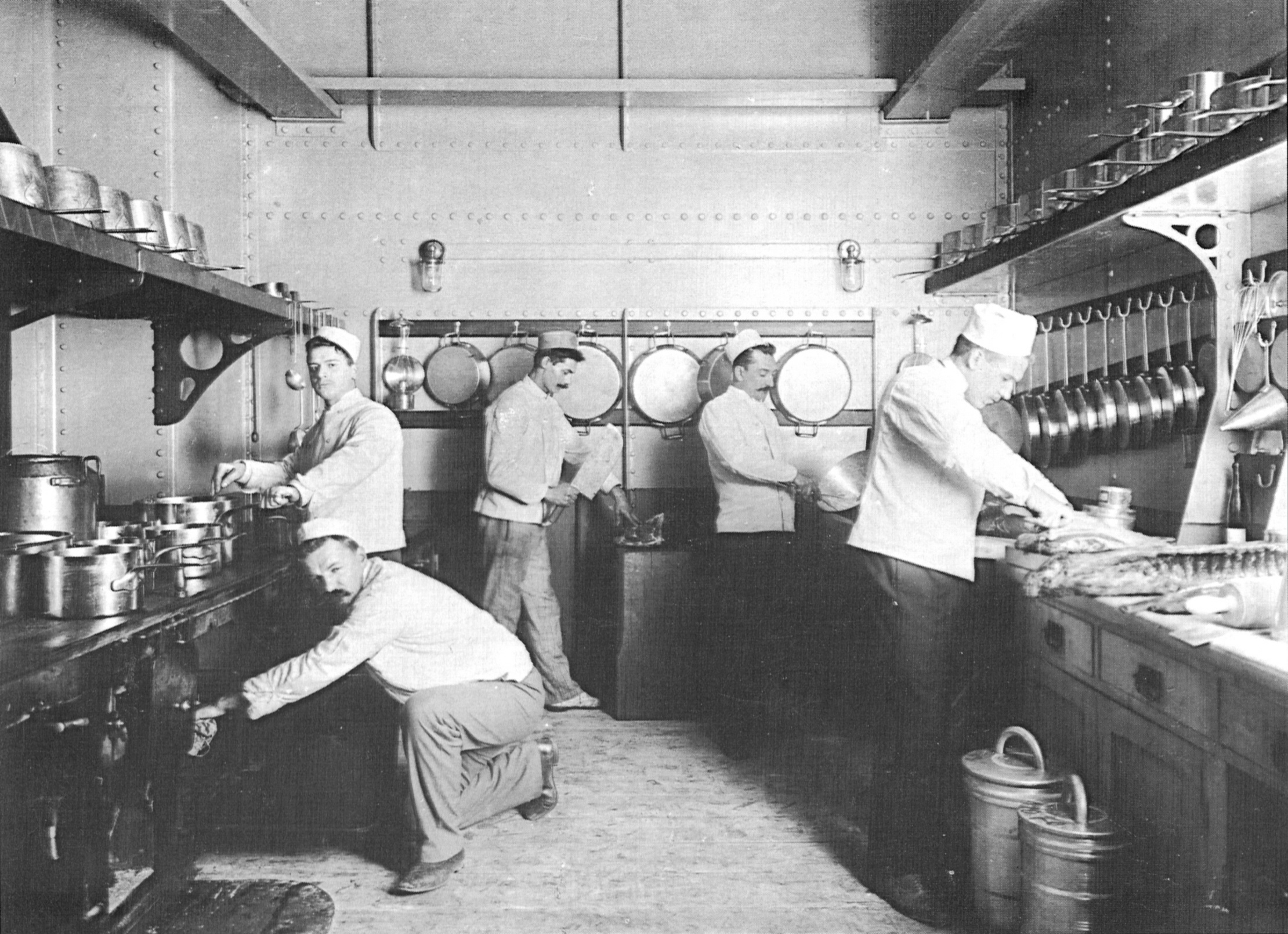
Smuts in der Kombüse des Dampfers Africa, um 1905

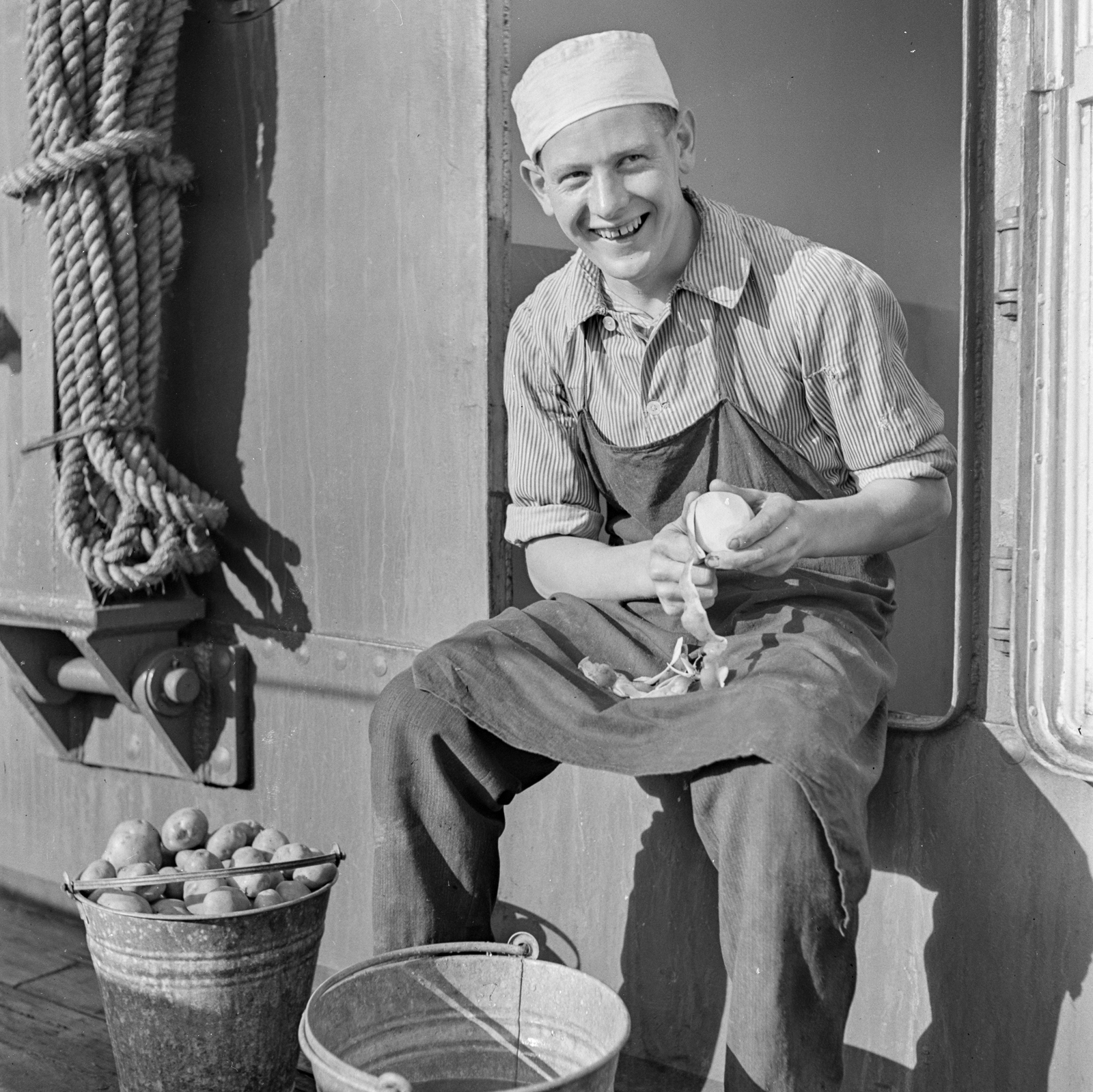
Smut beim Kartoffelschälen (1938/39)

Smut, Schmutt, Schmuud oder Smutje heißt ein (auch unausgebildeter) Koch an Bord von Schiffen. An Bord von Passagierschiffen spricht man hingegen vom Koch oder auch Schiffskoch.

## Aufgaben
Der Smut ist für die Zubereitung aller Speisen an Bord zuständig. Neben dem Frühstück, Mittag- und Abendessen gehört ebenfalls der Seemannssonntag sowie der Mittelwächter (eine kleine, warme Mahlzeit für die um Mitternacht aufziehenden Seewächter) dazu. Der Speiseplan wird mitverantwortlich durch den Smut erarbeitet.
Ebenfalls ist der Smut in aller Regel für die Bestellung und den Einkauf der Lebensmittel zuständig. Besonderes Augenmerk muss hierbei auf Kalkulation der richtigen Mengen gelegt werden, da die Lagerkapazität begrenzt und eine Nachversorgung auf See nur selten möglich ist. Der Smut trägt auch die Verantwortung für die richtige Lagerung der Lebensmittel. Dies erfordert Kenntnisse über die vorhandenen Lagermöglichkeiten (Lasten genannt) sowie die technischen Gegebenheiten der Kühlräume. Werden insbesondere die Kühllasten nicht richtig befüllt, kann es zum Verlust großer Mengen an Lebensmitteln kommen.
Der Smut trägt eine große Verantwortung und wird in der Seefahrt oft als „wichtigster Mann an Bord“ bezeichnet, da eine schmackhafte Verpflegung bei langen Seezeiten maßgeblich zur Moral der Schiffsbesatzung beiträgt.
Bei der Deutschen Marine ist der Smut während Gefechtsübungen bzw. bei Gefechten einer Gefechtsstation als Hilfskraft zugewiesen. Auf größeren Einheiten meist als Hilfskrankenträger, auf kleinen Einheiten aber auch in technischen Bereichen. Auf den Torpedoschnellbooten der Bundesmarine war er z. B. der Torpedomannschaft zugeordnet.

## Arbeitsbereich

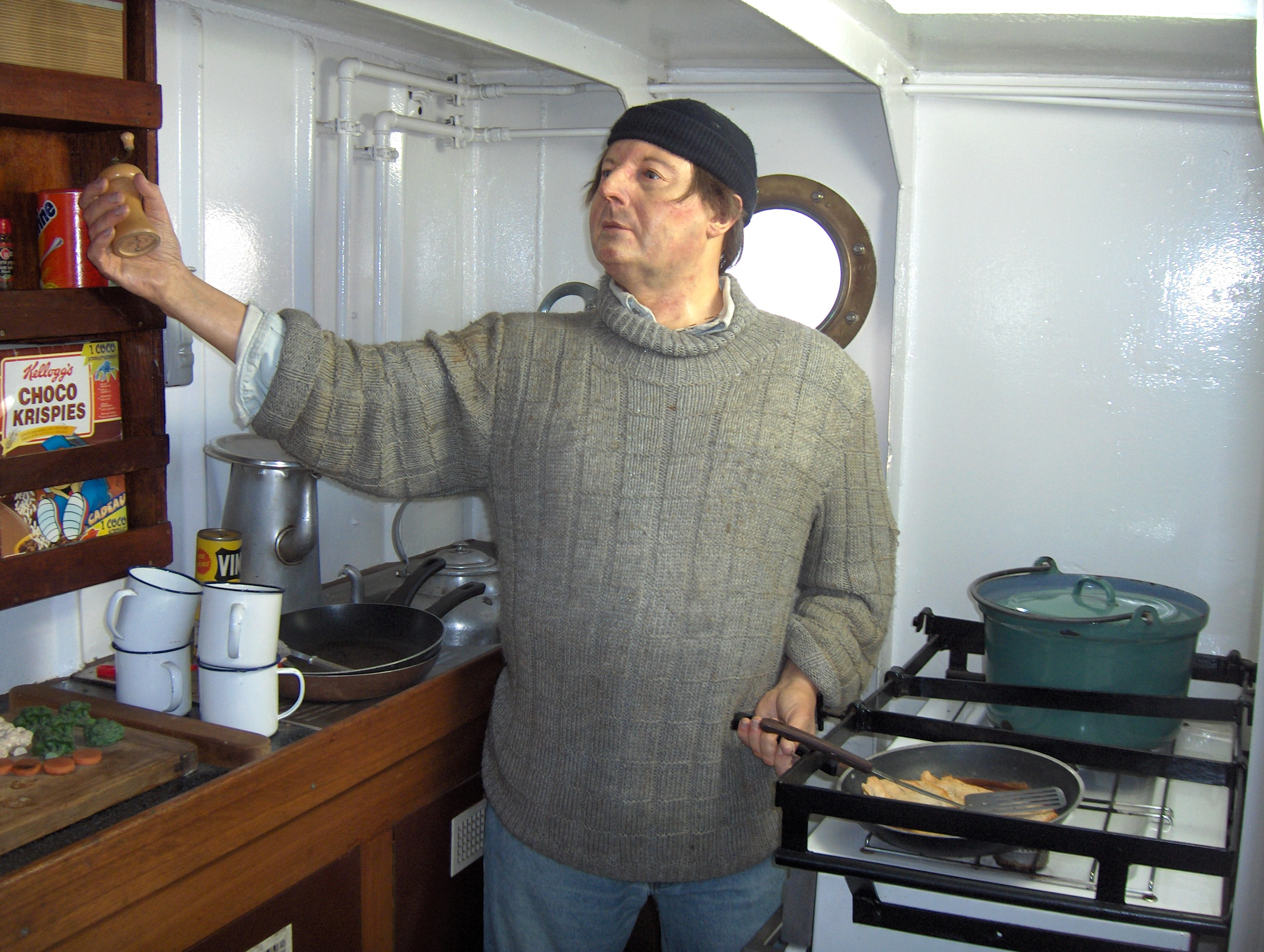
Smut in kleiner Kombüse, Modell auf dem Museumsschiff Amandine, Ostende

Der Arbeitsplatz eines Smuts ist die Kombüse (auf kleineren Booten oder Yachten auch Pantry genannt). Dies reicht von der nicht einmal 3 Quadratmeter großen Kombüse auf einem U-Boot bis hin zu modern ausgestatteten Kombüsen auf Frachtern oder Tankern, die Großküchen ähneln.
Die Anzahl der Smuts wird durch die Besatzungsstärke bestimmt. Auf kleineren Einheiten ist häufig lediglich ein Smut vorhanden, dem dann Hilfspersonal aus den freien Seewachen zur Seite gestellt wird. Serviert wird von den Backschaftern.
In der Deutschen Marine gehört der Smut zur Verwendungsreihe 62.

## Ausbildung
Üblicherweise wird eine Ausbildung zum Koch sowie eine gewisse Berufserfahrung als Zugangsvoraussetzung erwartet. Verwandte Berufe, wie Fleischer oder Bäcker, werden ebenfalls häufig akzeptiert. Allerdings wird die Aufgabe des Smuts teilweise auch von ungelerntem Personal oder in Nebenaufgabe durchgeführt (Koch/Decksmann auf kleineren Schiffen).
Eine gezielte Ausbildung bietet die Deutsche Marine an. An der Marineversorgungsschule (bis Mitte 2007, danach an der Marineunteroffizierschule) werden Soldaten im Verpflegungsdienst speziell für die Aufgaben eines Smuts an Bord ausgebildet.
Während alle im Verpflegungsdienst beschäftigten Soldaten ansonsten zentral ausgebildet werden, wurde hier der Besonderheit der Aufgaben eines Smuts Rechnung getragen, indem man deren Ausbildung weiterhin in den Händen der Marine beließ, dabei erhält er eine zusätzliche Sanitätsausbildung.

## Wortgeschichte
Niederdeutsch Smut, hochdeutsch „Schmutz“, wurde ab etwa 1900 personalisiert und mit der niederdeutschen/niederländischen Verkleinerungsform -tje versehen, bedeutet also etwa Schmuddelchen. Zunächst als Scherzwort aufgekommen, gilt diese Personenbezeichnung an Bord nicht als abwertend. Frühe Nennung bei Andreas Gildemeister, Auf einem Segelschiff rund um Kap Horn (1901): „Und sogar Steward und Smutje – so nennen die Seeleute den Koch, bei welchem Reinlichkeit die erste Tugend ist – müssen zu Gunsten (…) des Wendens ihre mehr weiblichen Pflichten zurückstellen und ihren Platz an irgend einer Brasse einnehmen.“